# 경상남도의 행정 구역
경상남도는 329만명의 인구로 전국의  6.5%를 차지하며, 면적은 10,532.7km2로 전국의 10.5%를 차지한다. 행정 구역은 8개시, 10개군, 314개 읍·면·동이 존재한다.

## 행정 구역
일제강점기에 도청 소재지가 진주에서 부산부(府)로 옮겨진 바 있다. 1983년 경남도청을 부산에서 창원으로 이전하였다. 현재 도청 소재지는 창원시 의창구 중앙대로 300에 위치한다.
면적은 10,532.7km2 전국의 10.5%를 차지하며, 인구는 329만명으로 전국의 6.5%를 차지한다. 2011년 5월을 기준으로 18개 시·군 320개 읍·면·동으로 이루어져 있으며, 경상남도의 각 행정구역은 다음과 같다.
| 이름     | 한자     | 인구 (명) | 면적 (km2) | 행정 지도 |
| -------- | -------- | --------- | ---------- | --------- |
| 창원시   | 昌原市   | 1,105,682 | 736.34     |           |
| 진주시   | 晉州市   | 339,048   | 712.62     |           |
| 통영시   | 統營市   | 143,871   | 238.77     |           |
| 사천시   | 泗川市   | 116,444   | 396.3      |           |
| 김해시   | 金海市   | 519,457   | 463.26     |           |
| 밀양시   | 密陽市   | 110,903   | 799.01     |           |
| 거제시   | 巨濟市   | 237,377   | 400.70     |           |
| 양산시   | 梁山市   | 267,658   | 484.52     |           |
| 의령군   | 宜寧郡   | 30,791    | 482.91     |           |
| 함안군   | 咸安郡   | 70,213    | 416.80     |           |
| 창녕군   | 昌寧郡   | 63,031    | 532.82     |           |
| 고성군   | 固城郡   | 58,759    | 517.06     |           |
| 남해군   | 南海郡   | 49,850    | 357.62     |           |
| 하동군   | 河東郡   | 52,804    | 675.57     |           |
| 산청군   | 山淸郡   | 35,924    | 794.61     |           |
| 함양군   | 咸陽郡   | 41,611    | 725.07     |           |
| 거창군   | 居昌郡   | 63,655    | 804.14     |           |
| 합천군   | 陜川郡   | 51,111    | 983.47     |           |
| 경상남도 | 慶尙南道 | 3,358,189 | 10,521.59  |           |

## 상세

### 창원시
- 의창구
- 성산구
- 마산합포구
- 마산회원구
- 진해구